# Luxemburgische Basketballnationalmannschaft
Die luxemburgische Basketballnationalmannschaft vertritt Luxemburg bei Basketball-Länderspielen der Herren, etwa bei internationalen Turnieren und bei Freundschaftsspielen.
Die Mannschaft hat sich bisher nicht für Weltmeisterschaften oder Olympische Spiele qualifiziert, sie nahm jedoch dreimal an Europameisterschaften teil.

## Geschichte
Die Nationalmannschaft Luxemburgs trat im Jahre 1934 der FIBA bei. Die Auswahl nahm an der Europameisterschaft 1946 in der Schweiz teil. Dort verlor man in der Gruppenphase alle drei Spiele deutlich und spielte letztlich gegen Belgien um den siebten Platz. Auch dieses Spiel ging klar verloren und somit wurde Luxemburg achte von zehn Mannschaften. Aufgrund der geringen Teilnehmerzahl bei dieser Europameisterschaft war dies die höchste Platzierung, die die luxemburgischen Basketballer bei einer EM erzielten.
Die EM 1951 wurde ohne einen Sieg auf dem 17. und vorletzten Platz abgeschlossen. Auch bei der Europameisterschaft 1955 waren die Luxemburger ohne Chance auf ein Erreichen der Finalrunde, schafften aber immerhin drei Siege in zehn Spielen und beendeten die EM auf dem 15. Rang. Seitdem gelang keine Teilnahme an einem großen internationalen Turnier mehr.
Die Nationalmannschaft vertritt Luxemburg seit 2003 auch bei den Spielen der kleinen Staaten von Europa. Dabei gewann man 2007, 2009 und 2013 jeweils die Silbermedaille und 2003, 2005 sowie 2015 die Bronzemedaille.
1984 wurde die Auswahl zur luxemburgischen Mannschaft des Jahres gewählt.

### Bekannte Spieler/Trainer
Der bislang einzige Luxemburger NBA-Spieler ist Alvin Jones, der in der Saison 2001/02 für die Philadelphia 76ers zum Einsatz kam. Zwischen 2006 und 2007 wurden die Luxemburger von Mathias Fischer sowie zwischen 2010 und 2013 von Frank Baum trainiert. Der derzeitige Trainer Ken Diederich ist seit Januar 2016 im Amt.

## Abschneiden bei internationalen Wettbewerben
| - noch nie qualifiziert |  | - noch nie qualifiziert |

### Europameisterschaften
- 1946: 08. Platz
- 1951: 17. Platz
- 1955: 15. Platz